# Villefort (Aude)
Villefort es un pequeño pueblo de 86 habitantes según datos del INSEE de 1999, y comuna francesa, situada en el departamento del Aude en la región de Languedoc-Roussillon.
A sus habitantes se les conoce por el gentilicio Villefortois.